# Märket
Vous lisez un « bon article » labellisé en 2007.
Pour l’article ayant un titre homophone, voir Market.
Märket (en suédois [ˈmærkə(t)], littéralement « la marque ») est une petite île de la mer Baltique partagée entre la Finlande (État libre associé d'Åland) et la Suède (comtés de Stockholm et d'Uppsala). Rocheuse, dénudée et n'abritant qu'un phare automatisé, elle est incluse dans un vaste site Ramsar, l'archipel de Signilskär-Märket, classé ainsi grâce aux très nombreux oiseaux marins et phoques qui y vivent.
Probablement émergée au cours du XVIe siècle à la faveur du rebond post-glaciaire, Märket est partagée dès 1809 entre la Suède et l'Empire russe par une frontière qui la traverse de part en part, ce qui en fait une prétendante au titre de la plus petite île maritime partagée par une frontière terrestre internationale (derrière Koiluoto). Le récif représentant un danger pour la navigation, un phare finlandais y est érigé en 1885. En 1985, lorsque les mesures satellitaires révélèrent que ce bâtiment était situé dans la moitié suédoise (ouest) de l'île, un petit échange territorial eut lieu, donnant le phare à la Finlande et une surface équivalente, juste au nord-est, à la Suède. Depuis l'automatisation de l'infrastructure en 1977, Märket est inhabitée, mais elle pourrait accueillir un nombre croissant de touristes grâce à sa faune sauvage et à la suite de la restauration des bâtiments qui a débuté en mai 2007.

## Géographie

### Situation

Carte d'Åland avec la localisation de Märket (cercle rouge).

Märket est une île européenne située en Fennoscandie, en mer Baltique, à l'entrée du golfe de Botnie qui se trouve au nord. Elle est située à mi-chemin entre les îles bordant la côte des comtés suédois d'Uppsala et de Stockholm à l'ouest et l'archipel finlandais d'Åland à l'est auquel elle appartient d'un point de vue géographique. La terre la plus proche est le récif suédois de Märketshällor, un groupe de rochers d'environ cent mètres de longueur situé à 1 100 mètres de distance en direction du nord-ouest. À l'est, la grande île de Fasta Åland est distante de 23 kilomètres, à peine moins que la côte suédoise, mais 130 kilomètres séparent Märket de la Finlande continentale.

### Topographie

Carte topographique de Märket.

Longue de 350 mètres environ, large de 150 mètres environ et orientée selon un axe ouest-nord-ouest–est-sud-est, Märket mesure environ 3,3 hectares de superficie. L'île ne présente aucune élévation importante, le point le plus haut hors constructions étant évalué à un peu plus de deux mètres d'altitude. Cependant, Märket ne comporte qu'une faible surface plane, et les rochers sont entaillés de nombreuses failles. La côte nord, où l'on trouve les deux seuls ports naturels de l'île dotés chacun d'un anneau pour arrimer les bateaux de passage, est assez pentue et voit la profondeur de l'eau croître rapidement. Elle atteint déjà les dix mètres de fond à vingt mètres de distance du bord et 76 mètres de fond à 400 mètres de distance au nord de la pointe septentrionale de l'île. Inversement, les côtes sud, est et ouest sont bordées d'une eau très peu profonde sur plusieurs centaines de mètres. Le seuil des dix mètres de fond n'est franchi qu'à 200 mètres des côtes vers le sud, 300 mètres vers l'est et 500 mètres vers l'ouest. Quelques îlots entourent l'île principale, le plus important, qui mesure environ vingt mètres de longueur pour dix mètres de largeur, étant situé à l'extrémité occidentale des récifs.

### Géologie

Carte de Märket montrant son agrandissement entre 1810 et 1980 en raison du rebond isostatique.

Les roches de Märket sont constituées de diabases, des roches volcaniques, âgées de 1 265 millions d'années qui émergent également tout près de l'île pour former de petits récifs et rochers. En raison du rebond isostatique qui touche toute la Scandinavie depuis la fin de la dernière glaciation il y a environ 10 000 ans, la croûte terrestre se soulève, permettant à certaines îles d'émerger et aux terres de gagner de la superficie, y compris Märket qui s'est agrandie depuis les premiers relevés en 1810. L'île s'est ainsi allongée de plus de quatre-vingts mètres et élargie d'environ trente mètres en moins de deux siècles, et le soulèvement se poursuit encore de l'ordre de 5,5 millimètres par an par rapport au niveau moyen de la mer.

### Climat
Märket, soumise à un climat continental radouci par des influences océaniques, est réputée pour être l'un des lieux les plus ventés de Finlande. Une station météorologique y a été gérée par les gardiens du phare à partir de 1896 puis une station automatique a été inaugurée le 10 novembre 1977 peu après son automatisation.
L'effet de la mer est très important sur le climat de l'île : l'inertie thermique y réduit très fortement les fluctuations de température au cours de l'année par rapport au continent et même dans une moindre mesure comparativement à la partie centrale de Fasta Åland, la plus grande île de l'archipel d'Åland. Märket détient ainsi cinq records diurnes de températures parmi les stations météorologiques finlandaises, tous dans la période entre le 29 novembre et le 1er janvier, avec par exemple 10,2 °C le 15 décembre 2006 ou 8,8 °C le 31 décembre 1975. La température moyenne annuelle proche de 6 °C est l'une des plus élevées du pays avec un mois de janvier beaucoup moins rigoureux que sur le continent (−2,5 °C de moyenne) et un été frais (15,9 °C en moyenne en juillet). L'île est sensiblement moins arrosée que le continent, les précipitations annuelles n'y dépassant pas 550 millimètres en moyenne.
Les eaux baignant l'île se transforment généralement en banquise pendant la période hivernale mais elles peuvent rester libres lors d'hivers doux.

### Faune et flore

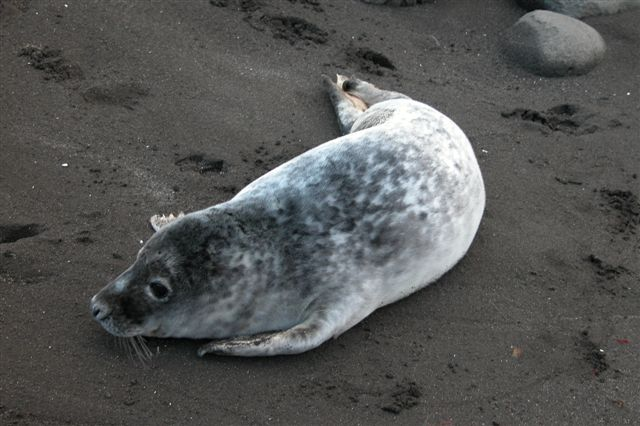
Un jeune phoque gris dans les îles Féroé.

La végétation de Märket est très maigre, seules quelques plantes halophiles de taille modeste parvenant à survivre aux vagues qui recouvrent régulièrement la totalité de l'île. En tout, 23 espèces végétales y ont été identifiées en 1998. Les principales sont des graminées (notamment une espèce d'agrostide et deux de fétuques, des pâturins des prés, des roseaux et des phalaris faux-roseaux ou baldingères), des orpins, des cypéracées, trois espèces de joncs, des polygonacées (oseille), des caryophyllacées (par exemple le mouron des oiseaux), deux espèces d'astéracées (une matricaire et le tussilage), une espèce de renonculacées (la renoncule âcre) ainsi que des saules de petite taille.
De très nombreux phoques gris et annelés y sont fréquemment observés et constituent un attrait touristique. Les oiseaux marins sont également très nombreux et l'île est incluse dans l'archipel de Signilskär-Märket, une zone maritime protégée d'une superficie totale de 22 566 hectares et classée comme site Ramsar depuis le 28 mai 1974.
Les eaux avoisinantes sont propices à la pêche tant sportive que commerciale. L'espèce la plus fréquemment prélevée est le hareng de la sous-espèce baltique. Une autre espèce fréquemment pêchée industriellement en mer d'Åland est le sprat. Les flets sont parfois rencontrés dans cette partie de la mer Baltique pendant que les truites de mer et saumons sont recherchés par les pêcheurs amateurs.

### Frontière
La particularité de Märket est, malgré sa petite taille, d'être séparée par une frontière terrestre internationale, et sinueuse depuis 1985. Auparavant depuis 1809, la frontière entre la Finlande et la Suède la traversait en son centre en ligne droite . Le côté ouest de l'île est ainsi administré par la Suède, partagé entre deux comtés : le nord est rattaché au village de Gräsö dans la commune d'Östhammar du comté d'Uppsala tandis que le sud est administré par le village de Singö dans la commune de Norrtälje du comté de Stockholm. Le côté est de l'île est quant à lui administré par la commune de Hammarland appartenant au territoire autonome finlandais d'Åland,.
Cette frontière est matérialisée par dix marques sur les rochers, une à chacune de ses inflexions. Ces marques sont déplacées si nécessaire à chaque réajustement de la frontière, tous les 25 ans. Sa matérialisation par d'autres moyens est rendue impossible par les conditions météorologiques hostiles auxquelles l'île est souvent soumise, que ce soit les vagues incessantes ou les glaces hivernales. La seule construction de l'île, un phare érigé en 1885, constitue ainsi le lieu et le bâtiment le plus à l'ouest de la Finlande,.

### Poste, radio et télécommunications
Il existe un tampon postal recherché par les philatelistes, il peut être obtenu en écrivant au bureau de poste de l'île.
Depuis la première expédition en 1969, l'île est régulièrement visitée par des radio-amateurs passionnés. En 2019, on dénombre 21 licences autorisées sur l'île, utilisant l'indicatif OJ0.

## Histoire

### Émersion et découverte

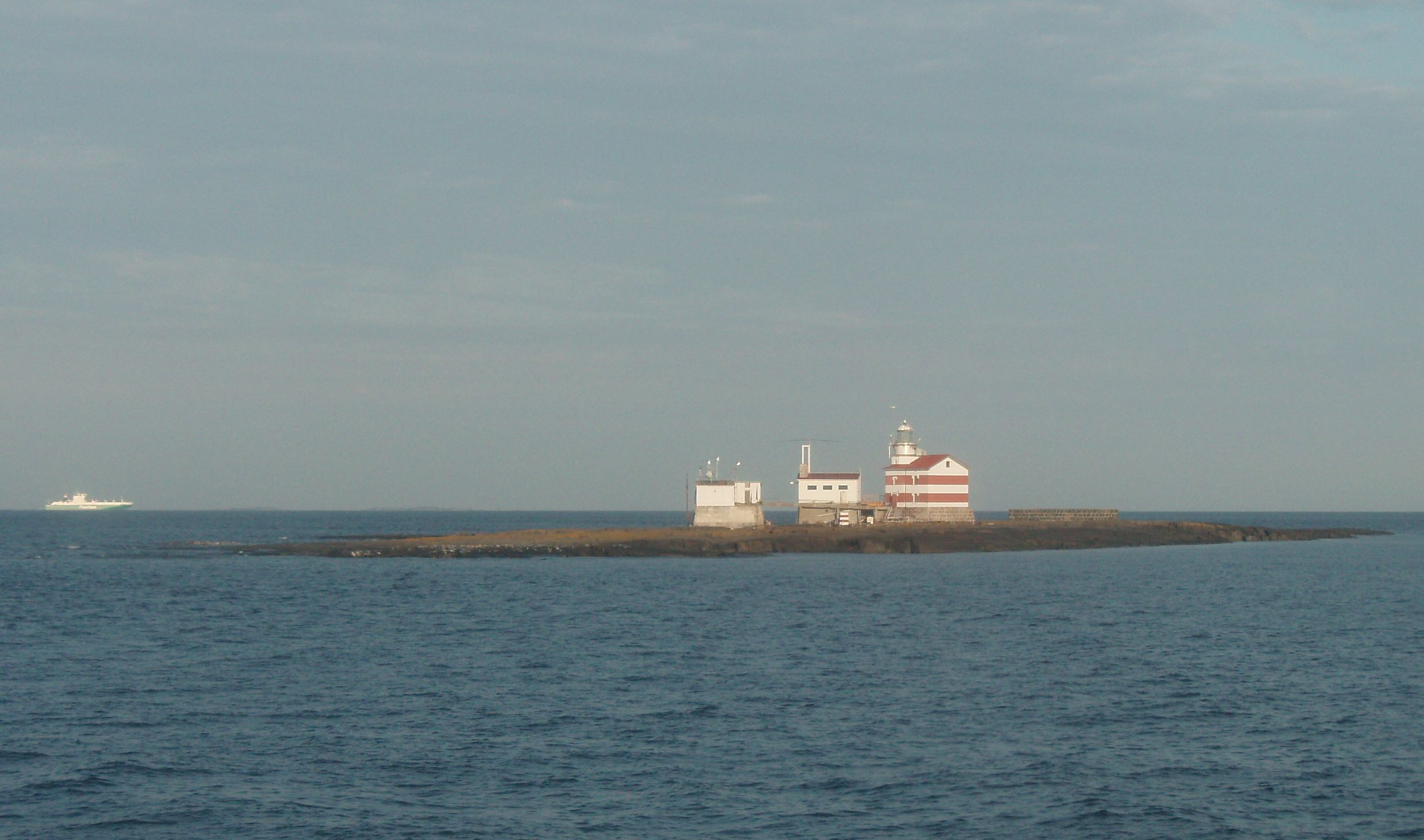
Approche de l'île depuis l'est.

La date précise d'émersion de Märket sous l'effet du rebond isostatique est inconnue. En raison de la faible altitude de l'île et au vu du rythme du rebond postglaciaire dans la région, supérieur à cinq millimètres par an, elle était en totalité couverte par les eaux de la mer Baltique jusqu'au XVIe siècle. Aucune mention de l'île n'est faite avant la fin du XVIIIe siècle mais dès les années 1800 elle connaît plusieurs échouages de navires.
La frontière entre la Suède et l'Empire russe est fixée le 1er septembre 1809 par la signature du traité de Fredrikshamn entre ces deux États, mettant alors fin à la guerre de Finlande qui a vu le grand-duché de Finlande passer des mains suédoises aux mains russes. Selon ce traité, les frontières sont fixées selon des éléments géographiques (cours d'eau, mers, etc.), la frontière maritime étant alors marquée par le golfe de Botnie selon une ligne équidistante entre les côtes suédoises et finlandaises. Après des relevés topographiques détaillés, il est avéré en 1811 que cette ligne équidistante traverse de part en part l'île de Märket qui est ainsi divisée entre les deux états et devient la terre la plus occidentale de l'Empire russe.

### Construction et exploitation du phare

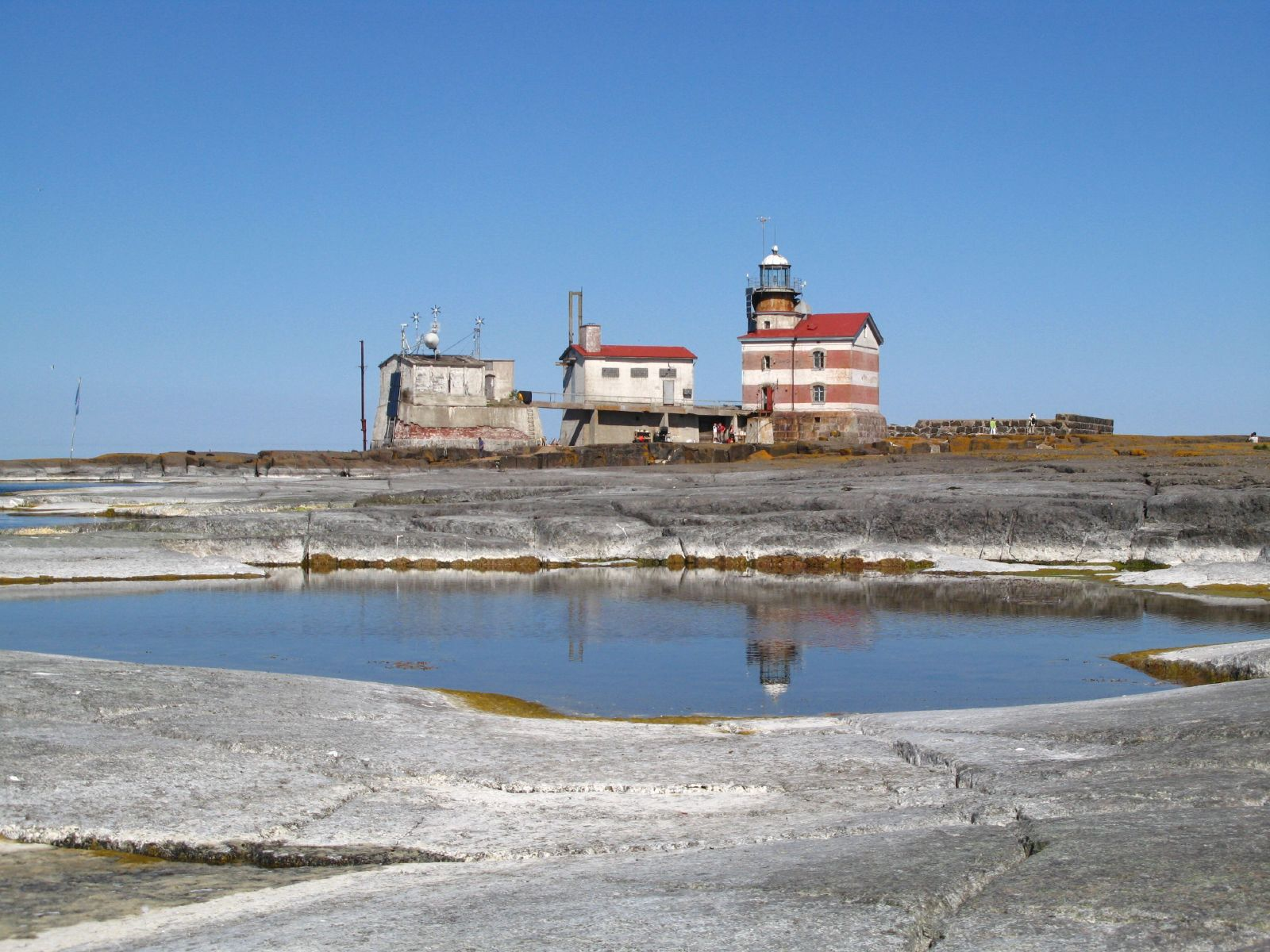
Une petite dépression remplie d'eau sur Märket et le phare au dernier plan.

L'isolement et la dangerosité de l'île pour les bateaux imposent la construction d'un phare. La première visite de repérage a lieu en 1877 et la planification débute sous les ordres de l'architecte Georg Schreck qui se rendra ensuite célèbre par ses constructions à Tampere, en particulier l'hôtel de ville. Le gros de la construction est réalisé au cours de l'été 1885 au cours duquel les ouvriers rencontrent des conditions difficiles, en particulier une violente tempête venue du nord au cours du mois de mai. En septembre 1885, le travail est terminé et le phare est finalement inauguré le 10 novembre 1885. Prévu pour loger cinq gardiens de phare, il consiste en un bâtiment de cinq étages incluant une cave, deux étages d'habitation, un grenier et le phare proprement dit. Le feu, situé à seize mètres de hauteur, a une portée de 8,5 milles. Deux autres bâtiments sont ajoutés par la suite, un entrepôt et une salle des machines, pour le dernier édifié au cours des années 1950. Des équipes se relaient pendant 91 ans jusqu'à ce que les derniers gardiens quittent le phare en 1976 et que son automatisation survienne l'année suivante.

### Rectification du tracé de la frontière
De nouveaux relevés cartographiques effectués en 1981 montrent que le phare, jusqu'alors présumé construit du côté finlandais, se situait en réalité du côté suédois. La Suède et la Finlande se mettent alors d'accord pour modifier le tracé de la frontière afin que l'ensemble des constructions de l'île (le phare, ses bâtiments annexes et le brise-lame) soient effectivement en Finlande et ce dans le cadre d'un échange de territoires. Les frontières maritimes ne pouvant être rectifiées sans entraîner des répercussions sur les zones de pêche, il est alors décidé que la même superficie de territoire serait échangée sur Märket même, la frontière étant modifiée effectivement le 1er août 1985. Elle forme depuis lors un S d'une longueur terrestre d'environ 490 mètres, contre une centaine autrefois.

### Perspectives

#### Nécessité de restauration des installations
Depuis l'automatisation du phare au début de l'année 1977, l'occupation permanente de l'île a cessé et les visites se sont raréfiées. Le livre de bord du phare garde les traces du passage de pêcheurs, de gardes-frontières, du gardien, de radioamateurs et de quelques personnalités. De fait, les radioamateurs ont un intérêt particulier pour l'île de Märket, cette terre isolée comptant pour eux comme un pays séparé connu sous le nom de Market Reef, de code OJO. Aussi, plusieurs expéditions ont lieu chaque année,. Cependant, les bâtiments (le complexe d'habitation et l'entrepôt) ont longtemps été laissés à l'abandon et ont connu une nette dégradation depuis le départ des derniers gardiens.
À l'occasion des trente ans de ce départ, l'autorité postale d'Åland a imprimé pour les philatélistes deux séries limitées de timbres commémoratifs tirées à cinq et dix mille exemplaires. En coopération avec l'association finlandaise des phares, elle organise en outre une opération visant à oblitérer les timbres sur l'île et dont les profits seront consacrés à la restauration des bâtiments.

#### Débuts du tourisme à Märket

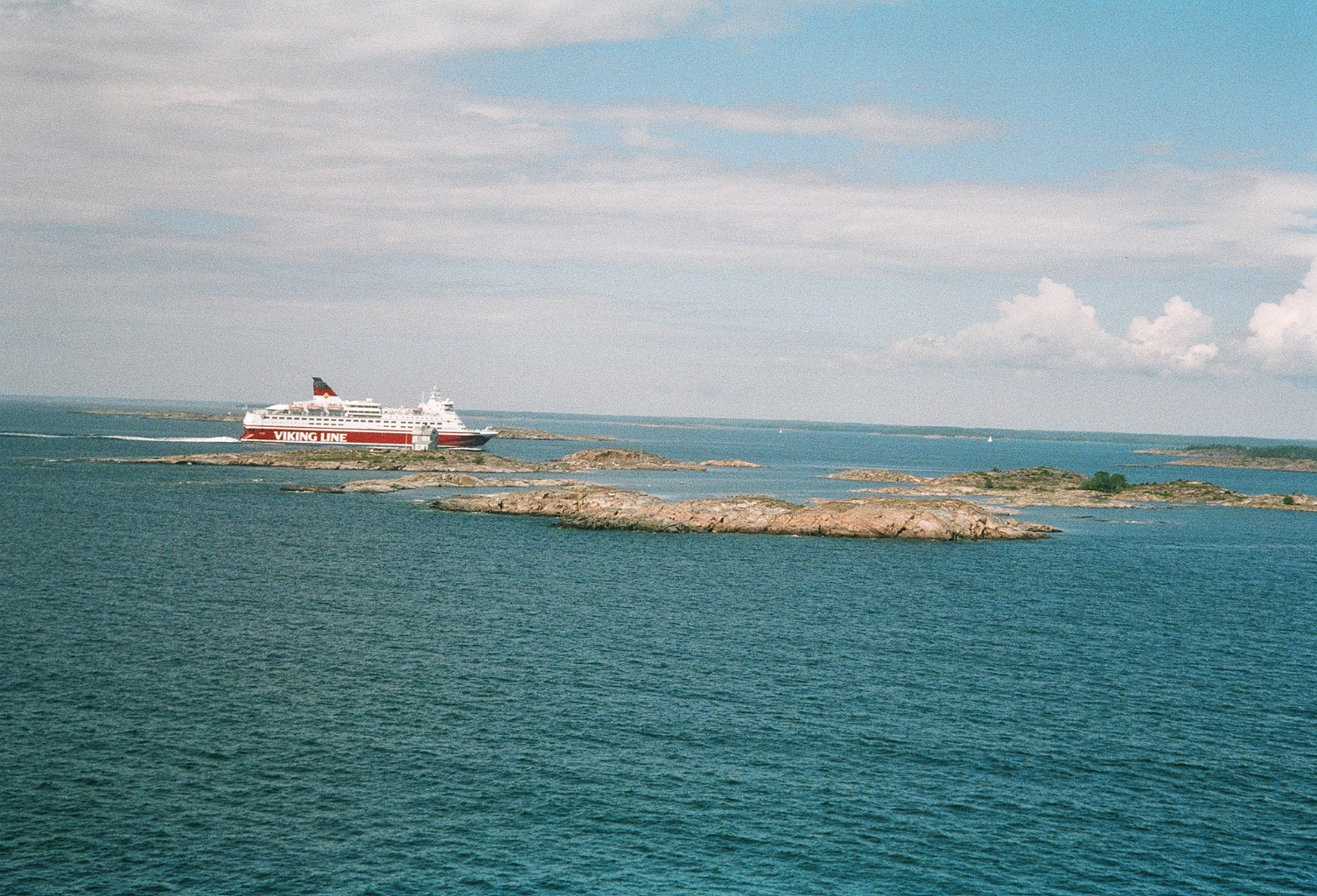
Un ferry à l'approche du principal port de l'archipel d'Åland ; la croissance du tourisme dans le territoire autonome offre des opportunités de développement touristique à Märket.

L'association finlandaise des phares, une organisation liée à l'administration maritime finlandaise et comptant plus de 250 membres, s'est fixé comme objectif depuis sa création de restaurer des phares de Finlande laissés à l'abandon et de valoriser le patrimoine culturel, notamment par une exploitation touristique.
Le 15 mai 2007, un petit groupe de volontaires de l'association a débarqué sur l'île, dont elle a loué les installations à l'administration maritime finlandaise pour l'été, avec l'objectif de restaurer largement le phare et de développer le tourisme sur l'île. L'association suit l'exemple du phare et îlot de Bengtskär, situé non loin de Hanko, qui était à l'abandon en 1985 et accueille aujourd'hui pas moins de dix mille touristes par an dont mille qui y passent au moins une nuit. Les volontaires se relaient ainsi sur Märket toutes les semaines. Dans le même temps, ils publient un journal quotidien en anglais et étudient l'île et son environnement de manière détaillée.
Pour la première fois, des visites touristiques sont organisées depuis Eckerö par des bateaux transportant des groupes de quatre à douze touristes une à deux fois par semaine. Le trajet aller dure quarante-cinq minutes mais les liaisons dépendent largement des conditions météorologiques car faute de jetée ou de véritable port, l'accostage à Märket n'est pas possible en cas de houle significative. Ces visites ont été reconduites pour la saison estivale 2008, et de nouveaux volontaires occupent l'île en permanence depuis la fin du moins d'avril, ainsi qu'en 2009 et en 2010.

#### Articles de presse
- (fi) « Märketin majakka rapistuu tyhjillään », Helsingin Sanomat,‎ 1er avril 2007
- (fi) « Märketissä on erikoinen rajalinja », Helsingin Sanomat,‎ 1er avril 2007
- (fi) « Märketin majakka avautuu », Helsingin Sanomat,‎ 4 mai 2007
- (fi) « Monille majakoille pääsee ilman omaa venettä », Helsingin Sanomat,‎ 26 mai 2007